# 鎌手站
鎌手站（日语：／ Kamate eki */?）是位於島根縣益田市西平原町，西日本旅客鐵道（JR西日本）的山陰本線車站。山陰本線在濱田站以西各站停靠的快速列車班次全部在本站的下行月台停靠，上行在上午前設有1班列車通過。

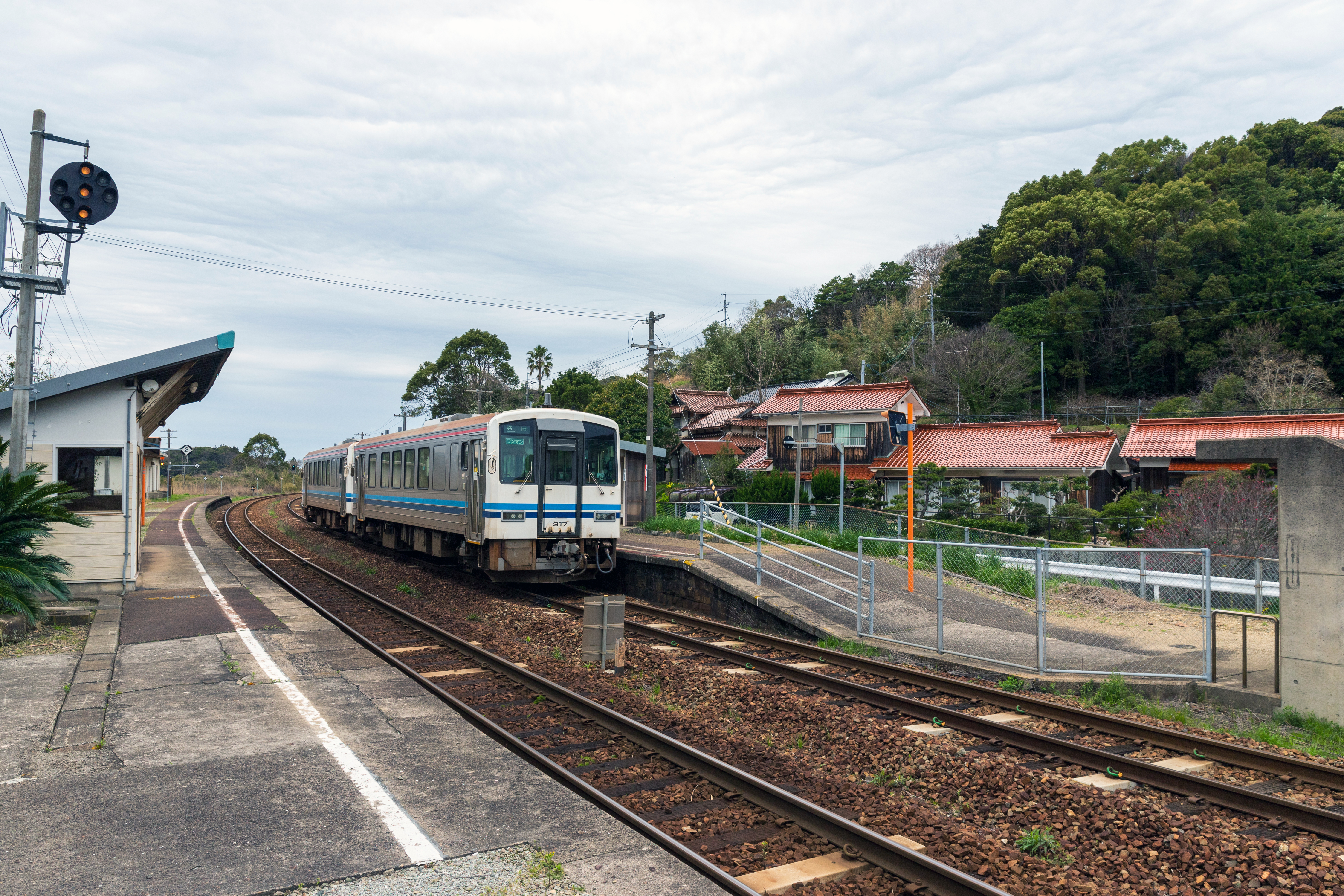
月台（2024年3月）

## 歷史
- 1923年12月26日：國有鐵道山陰本線三保三隅站至石見益田站（現時為益田站）之間開業，此站啟用。為客運和貨運車站[1]。當時車站地址為島根縣美濃郡鎌手村（日语：鎌手村）大字西平原。
- 1955年3月25日：鎌手村編入至益田市，車站地址為島根縣益田市大字西平原。
- 1963年2月1日：終止貨物起卸業務。
- 1972年：隨著町名改稱，車站地址為現時位置。
- 1987年4月1日：隨國鐵分割民營化，車站由西日本旅客鐵道（JR西日本）營運。

## 車站構造
本站是建於路堤上的高架車站，設有2面2線的相對式月台，可進行列車交會。下行月台靠近國道。兩月台之間設有行人隧道。本站是由濱田鐵道部管理的無人車站。本站的站房在2007年進行道路擴寬工程時撤走。下行月台設有候車室。下行月台的樓梯前曾設有乘車站證明票發行機。

### 月台
| 月台 | 路線     | 上下行 | 方向             |
| ---- | -------- | ------ | ---------------- |
| 1    | 山陰本線 | 下行   | 益田、新山口方向 |
| 2    | 山陰本線 | 上行   | 濱田、出雲市方向 |

※截至2017年3月，站內開始設置月台編號，在車站大樓側（上行）為1號月台。在列車運輸指令上，兩月台編號掉轉。

## 使用狀況
以下為近年1日平均乘車人次列表：
| 乘車人次變化 | 乘車人次變化    |
| 年度         | 1日平均乘車人次 |
| ------------ | --------------- |
| 1984         | 119             |
| 1994         | 58              |
| 1999         | 43              |
| 2000         | 59              |
| 2001         | 55              |
| 2002         | 62              |
| 2003         | 61              |
| 2004         | 45              |
| 2005         | 22              |
| 2006         | 18              |
| 2007         | 18              |
| 2008         | 21              |
| 2009         | 25              |
| 2010         | 28              |
| 2011         | 25              |
| 2012         | 22              |
| 2013         | 19              |
| 2014         | 18              |
| 2015         | 19              |
| 2016         | 19              |
| 2017         | 21              |

## 車站周邊
- 唐音之蛇岩
- 土田海灘
- 鎌手郵局
- 益田市立鎌手小學
- 國道9號

## 相鄰車站
西日本旅客鐵道
山陰本線
- 部分快速水快車停車站。

岡見－鎌手－石見津田

## 注腳
1. ↑  日本《官報》第3402號「鉄道省告示第303号」，大藏省印刷局：1923年12月24日，第428頁。
2. ↑  島根縣統計書

## 外部連結
- 鎌手｜車站資訊：JR出門網 - 西日本旅客鐵道